# Desanka Pešut
Desanka Pešut (* 14. Oktober 1941 in Nikšić, heute Teil von Montenegro als Desanka Perović; † 8. Juni 2021 in Novi Sad, Serbien) war eine jugoslawische Sportschützin.

## Biografie
Desanka Pešut kam 1941 in Nikšić zur Welt und zog 1945 mit ihrer Familie nach Vrbas. Dort war sie als Sportlerin zunächst im Basketball und später in der Leichtathletik aktiv. Im Kugelstoßen und Diskuswurf wurde sie unter anderem jugoslawische Jugendmeisterin. 1958 entschied sie sich jedoch für den Schießsport. 1961 trat sie dem Streljačke Družine Novi Sad 1790 bei und nahm an ihren ersten nationalen Meisterschaften teil. Mit dem Kleinkalibergewehr gewann sie direkt den Titel in der Liegend-Disziplin. Es folgten Auftritte auf internationaler Ebene. So wurde Pešut 1969 Europameisterin und ein Jahr später dreifache Weltmeisterin. Dabei stellte sie über 50 m liegend mit dem Kleinkalibergewehr mit 592 zudem einen neuen Weltrekord auf. Zudem sicherte sie sich noch zwei WM-Silbermedaillen.
Bei den Olympischen Spielen 1976 in Montreal wurde Pešut im Wettkampf über 50 m Kleinkalibergewehr liegend Achte.
Bei den jugoslawischen Meisterschaften gewann Pešut 9 Gold-, 20 Silber- und 6 Bronzemedaillen.